# Quintolet
Dans le solfège, le quintolet est une division exceptionnelle du temps, formée de cinq figures égales, dont la somme équivaut, soit à quatre figures identiques dans un temps normalement binaire, soit à six figures identiques dans un temps normalement ternaire.
On trouve donc le quintolet à la place d'un temps indifféremment binaire ou ternaire. La figure de note choisie pour exprimer la division du quintolet (donc la note qui représente le 1/5 du quintolet), est celle qui vaut soit le 1/4 de sa durée totale, si celle-ci est une figure binaire, soit le 1/6 de sa durée totale, si celle-ci est une figure ternaire.
Le quintolet est signalé par le chiffre « 5 ».
Au sein d'un quintolet, la noire vaut le cinquième d'une ronde (simple ou pointée), la croche vaut le cinquième d'une blanche (simple ou pointée), la double croche vaut le cinquième d'une noire (simple ou pointée), etc.
On peut dire, pour résumer, que quintolet signifie cinq au lieu de quatre, pour un temps binaire, et cinq au lieu de six pour un temps ternaire.